# Christer Höög
Christer Höög, född 1959 i Södertälje, är en svensk molekylärbiolog och genetiker. Han är sedan 2000 professor i molekylär cellbiologi vid Karolinska institutet. Han är ledamot av Nobelförsamlingen vid Karolinska Institutet och höll vid Nobelprisutdelningen 2010 presentationen av medicinpriset.